# Michael Billig
Michael Billig es un influyente científico social británico.
Fue professor de ciencias sociales en la Loughborough University desde 1985 a 2017, y miembro del influyente Discourse and Rhetoric Group (junto con personalidades como Derek Edwards y Jonathan Potter).

## Biografía
Michael Billig nació en 1947 en una familia judía de Londres. Su campo de estudio es la psicología social. Se formó en Bristol con Henri Tajfel como psicólogo experimental, y ayudó a diseñar los experimentos minimal group que fundaron la perspectiva denominada identidad social. Abandonó el trabajo experimental para considerar temas tales como el poder desde una perspectiva sociológica, el extremismo político y la ideología, tratándolos en una importante serie de libros. En Social Psychology and Intergroup Relations (1976) ofreció una crítica del tratamiento ortodoxo del prejuicio en la psicología. En Fascists (1979) ayudó a revelar la ideología del antisemitismo y del fascismo clásico que subyacían en el grupo británico denominado National Front, en una época en que éste estaba concitando una cierta legitimación política y avance electoral. En los años ochenta se enfocó en el pensamiento cotidiano y las relaciones entre ideología y sentido común. Este trabajo se expuso en la obra colectiva Ideological Dilemmas (1988 - escrito junto con Condor, Edwards, Gane, Middleton y Radley), en Banal Nationalism (Nacionalismo banal), y en lo que se ha llegado a considerar su obra magna: un estudio de la ideología de la familia real británica: Talking of the Royal Family (1998).
Su influencia en las ciencias sociales es ampliamente reconocida. Se le reconoce la revalorización del uso del pensamiento retórico clásico en el contexto de los temas sociales. Por ejemplo, muestra que las actitudes se entienden mejor no como posturas individuales sobre un asunto, sino que emergen en contextos donde hay un argumento potencial. Esta perspectiva se introduce en su obra Arguing and Thinking (1996) y ha sido la base para aproximaciones innovadoreas a temas tan diversos como el psicoanálisis, el humor y el nacionalismo. También es un elemento importante de la psicología discursiva (análisis del discurso).
Es sobrino de Hannah Billig, una enfermera condecorada (blue-plaqued) en la Segunda Guerra Mundial.

## Obras
- Billig, M. (1976).  Social Psychology and Intergroup Relations.  London: Academic Press.
- Billig, M. (1978). Fascists: A social psychological view of the National Front. London: Academic Press.
- Billig,  M., Cóndor, S., Edwards, D., Gane, M., Middleton, D. and Radley, A.R. (1988).  Ideological Dilemmas. London: Sage Publications.
- Billig, M. (1995). Banal Nationalism. London: Sage Publications.
- Billig, M. (1996). Arguing and Thinking: a rhetorical approach to social psychology, revised edition. Cambridge: Cambridge University Press.

(Italian edition: Discutere e Pensare: un approccio retorico alla psicologia sociale. Milan: Raffaello Cortina, 1999).
- Billig, M. (1998). Talking of the Royal Family: second edition with new introduction. London: Routledge.
- Billig, M. (1999). Freudian Repression: conversation creating the unconscious. Cambridge: Cambridge University Press. ISBN 0-521-65956-6
- Billig, M. (2000). Rock’n’Roll Jews. Nottingham: Five Leaves/ New York: Syracuse University Press.
- Billig, M. (2005). Laughter and Ridicule: toward a social critique of humour. London: Sage.